# 君+謎+私でJUMP!!
「君+謎+私でJUMP!!」（きみたすなぞたすわたしでジャンプ!!）は、Larval Stage Planningの楽曲。畑亜貴が作詞、高瀬一矢が作曲を手掛けた。Larval Stage Planningの2枚目のシングルとして。2011年7月27日にLantisから発売された。

## 概要
これまで、音楽制作集団「I've」に所属する歌手は全員ジェネオン・ユニバーサル・エンターテイメントジャパンからメジャーデビューを果たしたが、このシングルはランティスからの発売となった。
この発表は当初、2011年3月13日の午後2時に行う予定だったが、東日本大震災の影響により同年4月29日に延期された。

## 収録曲
（全作曲・編曲：高瀬一矢）
1. 君+謎+私でJUMP!! [3:43]
作詞：畑亜貴
  - テレビアニメ『バカとテストと召喚獣にっ!』オープニングテーマ
2. Dreamroid [5:27]
作詞：桐島愛里
3. 君+謎+私でJUMP!!（off vocal）
4. Dreamroid（off vocal）